# 美国宪法第一修正案稽核
宪法第一修正案稽核（英語：First Amendment audits）是美国的一项社会运动。2011年，美国联邦第一巡回上诉法院判决公民拍摄警察执法录像合法。之后一些自称“第一修正案稽核员”（Auditor，或译“审计员”）的个人以此为据，开始在公共场合拍摄警察、公共图书馆馆员、市政厅雇员一类公职人员的行为并上传到YouTube等网站，一些拍摄者还会以挑衅性的举动诱导公职人员做出违规甚至违法的行为，稽核员自己则能从YouTube视频和政府赔偿中获得经济收益。这类稽核视频于2019年前后开始在YouTube上爆紅，并引起美国各地政府机构的关注，一些政府机构还会特地指导培训雇员如何应对这些稽核员。

## 背景
2007年，波士顿居民西蒙·格里克（Simon Glik）因在一旁拍摄警察执法，被警察以违法马萨诸塞州《反偷录法》逮捕。感到不公的格里克事后提起上诉，并打到联邦第一巡回上诉法院，成为格里克诉坎尼夫案。2011年，法院作出了支持格里克的裁决，裁定“公民在公共场所拍摄政府官员（包括执法人员）履行职责的权利是第一修正案保障的基本、重要和既定的自由。”
2012年，天普大学学生理查德·菲尔兹（Richard Fields）在人行道上用手机拍了一张一群警察在街对面聚会的照片，随后被警察以妨碍公共交通为由逮捕。事后菲尔兹提起诉讼，与另外一起拍摄警察案合并成菲尔兹诉费城案。2017年，联邦第三巡回上诉法院作出了支持菲尔兹的裁决，裁定公民享有在公共场合拍摄执勤警察的宪法权利。
从2011年至2017年，联邦第一、第五、第七、第九和第十一巡回上诉法院都作出了类似判决，以保护公民在旁拍摄警察的权利。这些法院的集体管辖权覆盖了全美一半的州和六成的人口，并且尚无其他巡回上诉法院做出相反的裁决。

## 行为
稽核的场合包括街道、图书馆、邮局、海滩、市政厅、警察局、治安部门和其他公共场所。稽核员会带着摄影设备（多为手机）来到选定场所，然后全程拍摄在该场所的经历。如果没有人对拍摄加以阻拦，稽核员则称该设施“稽核通过”，若是有职员或者警察前来干扰或阻拦拍摄，则称“稽核失败”。
一些激进的稽核者还会以言论自由权为据，当面辱骂公职人员。
稽核员与警察常见的对话套路例如：
警察：你想拍什么？
稽核员：公共场所内所有我能看到的东西，你不能挡住我的视线。
警察：我能看你的身份证件吗？
稽核员：你不能。我没有犯罪，我从事的是受宪法保护的合法活动。

## 典型案例
2017年11月，一位名为特雷尔·克莱顿（Terrell Clayton）的稽核员在科罗拉多州科泉市拍摄警车时被警方拘留，之后获赔4.1万美元。
2019年2月，一位名为佐伊·佩雷斯（Zhoie Perez）的稽核员身着全黑衣服并背着背包，在洛杉矶一所犹太教堂和犹太学校外进行拍摄。保安在驱离其未果后开枪将其射伤。保安事后未被检察官起诉。
2020年2月，一位名为杰森·古特曼（Jason Gutterman）的稽核员在科罗拉多州银座拍摄当地邮局内部，被邮局工作人员和警方要求离开，事后双方达成9千5百美元的和解。
2021年5月，一位名为肖恩·保罗·雷耶斯（Sean Paul Reyes）的纽约稽核员在警方拦停他人时上前拍摄，警察要求其后退并告知他可以站在别处拍摄。肖恩置之不理后被逮捕，事后肖恩以向警方写道歉信外加社区服务的形式达成和解。
2022年2月，密西根州尤蒂卡名为莫拉比托（Morabito）警长接报前往一加油站稽核现场时，被两名稽核员“一群暴君”、“混蛋”的挑衅言语激怒，直接对稽核员动手。事后警长被退休。